# Ieia (Novopokróvskaia)
|  | Per a altres significats, vegeu «Ieia (desambiguació)». |

Ieia - Ея (rus) - és un khútor del krai de Krasnodar, a Rússia. Es troba a la dreta del riu Ieia. És a 7 km al nord-oest de Novopokróvskaia i a 163 km al nord-est de Krasnodar.
Pertany a l'stanitsa de Novopokróvskaia.